# Jeanne Chézard de Matel
Jeanne Chézard de Matel (Roanne, 6 novembre 1596 – Parigi, 11 settembre 1670) è stata una religiosa francese, fondatrice dell'Ordine del Verbo Incarnato e del Santissimo Sacramento.